# Glyn Valley Tramway
| Glyn Valley Tramway         | Glyn Valley Tramway |
| --------------------------- | ------------------- |
| Wartehäuschen von Pontfadog |                     |
| Streckenverlauf             |                     |
| Streckenlänge:              | 13,3 km             |
| Spurweite:                  | 724 mm              |
|                             |                     |

Die Glyn Valley Tramway war eine 8¼ Meilen (13,3 km) lange Schmalspurbahn mit einer Spurweite von 2 Fuß 4½ Zoll (724 mm), die durch das Ceiriog Valley im Nordosten von Wales führte und Chirk mit Glyn Ceiriog in Denbighshire (heute Wrexham County Borough) verband. 6½ Meilen (10,5 km) davon wurden von Personenzügen befahren, der Rest diente einem großen Granitsteinbruch und mehreren kleineren Schiefersteinbrüchen.

## Geschichte

### Die ursprüngliche Route

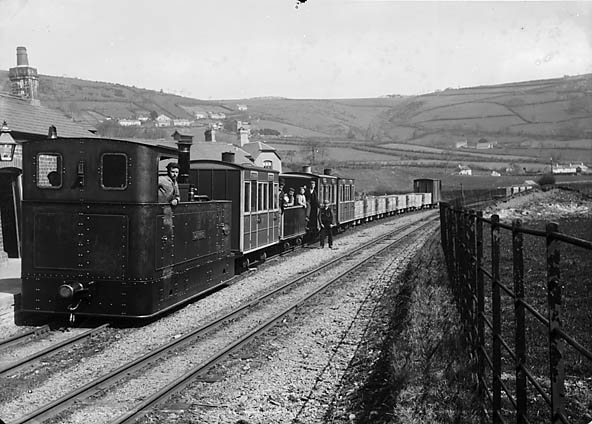
Ein Zug am Bahnhof Glyn Ceiriog, um 1875

Die Eisenbahn sollte gebaut werden, um die Steinbrüche in Glyn Ceiriog mit dem Shropshire Union Canal in Chirk zu verbinden. Durch ein Gesetz vom 6. August 1866 wurde der Ellesmere & Glyn Valley Railway der Bau und Betrieb einer Normalspurstrecke von den Cambrian Railways bei Ellesmere zur Great Western Railway bei Chirk und von dort entlang der Glyn Ceiriog Road zu den Steinbrüchen genehmigt. Mit dem Bau wurde aber nicht begonnen, woraufhin durch ein Gesetz von 1869 der Bau der Strecke von Ellesmere nach Chirk wieder untersagt wurde. 1870 wurde das Unternehmen durch ein Gesetz des Parlaments als Glyn Valley Tramway umfirmiert, was es dem Unternehmen ermöglichte, eine Schmalspurbahn vom Kanal bei Chirk Bank zu den Cambrian Slate Quarries zu bauen. Dieser 6½ Meilen (10,5 km) lange Streckenabschnitt wurde 1873 eröffnet und wurde bergauf mit Zugpferden und bergab durch die Schwerkraft betrieben. Sowohl der Personen- als auch der Güterverkehr wurden ab 1873 durchgeführt.

### Umbau und Erweiterung
Im Jahr 1885 wurden zusätzliche parlamentarische Befugnisse erhalten, um die Quinta Tramway zwischen Pontfaen und Chirk Bank abzubauen und sie durch eine neue Linie von Pontfaen bis zum Bahnhof Chirk an der Great Western Railway zu ersetzen. Außerdem wurde eine Verlängerung um zwei Meilen (3,2 km) von Glyn in die Steinbrüche um Pandy genehmigt.
Für den Umbau der Strecke wurden Dampflokomotiven verwendet, die von den Snailbeach District Railways ausgeliehen wurden. Die neue Strecke wurde 1888 für den Güterverkehr und 1891 für den Personenverkehr eröffnet. Die neue Strecke wurde mit Dampflokomotiven betrieben, die von Beyer-Peacock in Manchester gekauft wurden.

### Betrieb
Zu den beiden ursprünglichen Lokomotiven, Sir Theodore und Dennis, gesellte sich 1892 eine dritte, Glyn. Diese Straßenbahnlokomotiven wurden bis 1921 auf der Strecke eingesetzt, als eine Beyer-Peacock Lokomotive der ehemaligen Kriegsmarine gekauft wurde. Die Spurweite dieser Lokomotive wurde von ursprünglich 1 Fuß 11½ Zoll (597 mm) umgespurt.

### Niedergang und Schließung
Nach dem Ersten Weltkrieg begannen die Kosten deutlich zu steigen, während die Einnahmen nicht stiegen. Der finanzielle Ertrag der Eisenbahn nahm in den 1920er Jahren stetig ab. Die Eisenbahn musste ungefähr 45.000 Tonnen Verkehr pro Jahr transportieren, um die Gewinnschwelle zu erreichen. 1929 beförderte sie 64.857 Tonnen, aber 1932 waren es nur noch 21.400 Tonnen. Die Zunahme des Straßentransports und Änderungen der Eigentumsverhältnisse an den verbliebenen Steinbrüchen waren die Ursache für diesen Rückgang des Verkehrsaufkommens.
Im Jahr 1932 wurde im Tal der Busverkehr aufgenommen, der den Fahrgästen erstmals eine ernsthafte Alternative zur Straßenbahn bot. Die Fahrgastzahlen gingen in diesem Jahr stark zurück, und der Personenverkehr wurde Anfang 1933 aufgegeben. Der Güterverkehr nahm weiter ab, und die Verluste im Eisenbahnverkehr und im Dienstleistungsverkehr wurden erst Juli 1935 beendet, als das Unternehmen freiwillig liquidiert wurde. Die Lokomotiven wurden alle 1936 verschrottet.

### Erhaltung

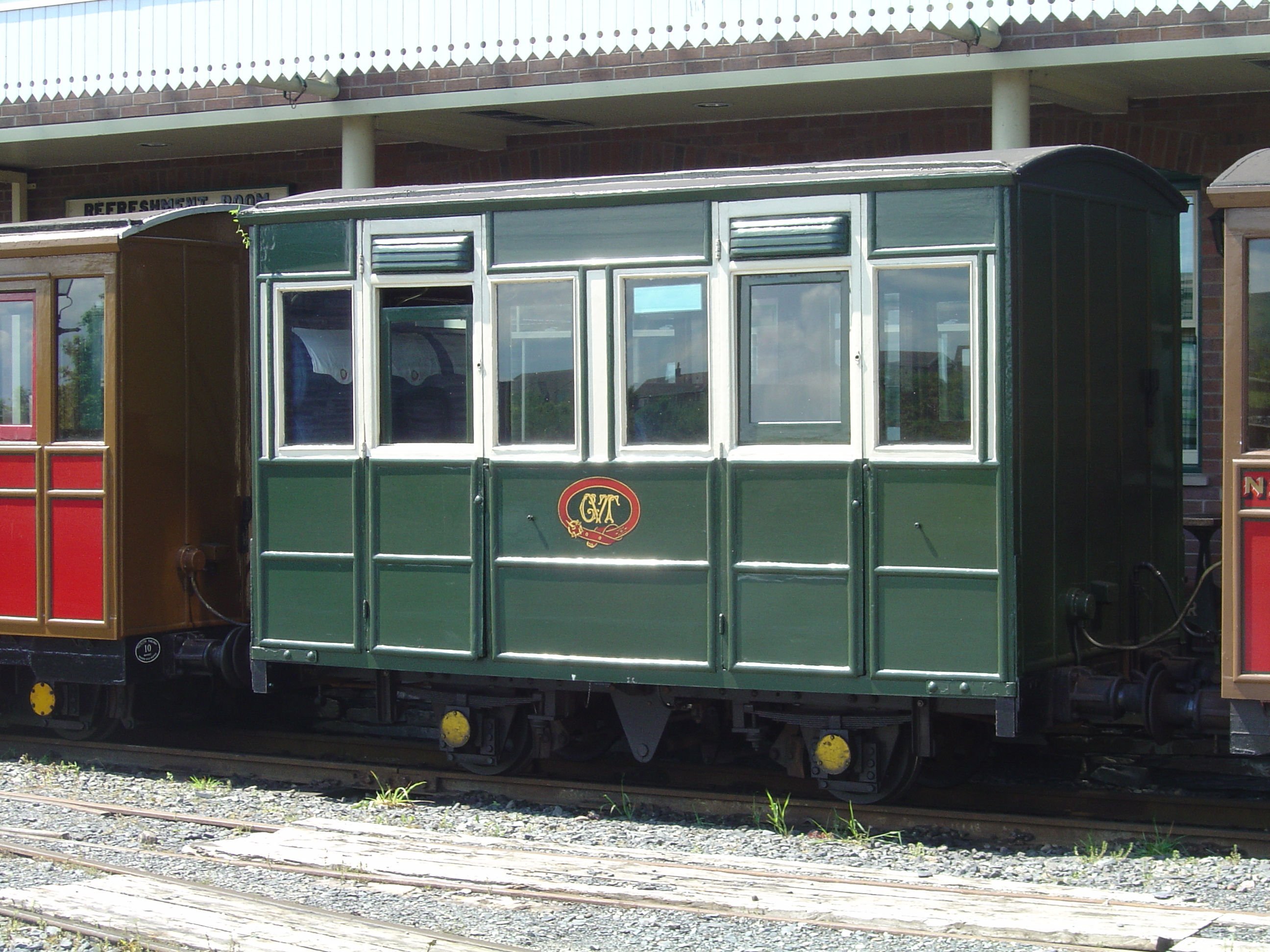
Ein Glyn Valley Wagen ist noch auf der Talyllyn Railway erhalten

In den 1930er Jahren wurde der größte Teil des Bahn- und Gleismaterials verschrottet. Einige Wagenkästen wurden jedoch an lokale Bauern verkauft. Zwei dieser Wagenkästen überlebten lange genug, um von der Talyllyn Railway gerettet zu werden, wo sie wieder funktionstüchtig gemacht wurden und im regulären Verkehr eingesetzt werden. Ein Teil des Gleismaterials der Glyn Valley Railway fand auch Weg nach Talyllyn.
Die Wartehäuschen in Pontfadog und Dolywern sind bis heute an ihren ursprünglichen Standorten erhalten. Im Jahr 1950 nutzte der Gemeinderat das Bauwerk in Pontfadog, um Abgaben zu sammeln, sodass ihn die Einheimischen scherzhaft „Pontfadog Town Hall“ nannten. Es wurde später vom Betreiber des örtlichen Pubs gekauft unter anderem als Bastelgeschäft genutzt.
Ein Teil der historischen Straßenbahntrasse, das „Little Bit of Heaven Railway“ genannt wird, sollte vom 2007 als gemeinnütziger Verein gegründeten Glyn Valley Tramway Trust wiederbelebt werden. Dieser will den Zustand der 1920er Jahre rekonstruieren und ein Besucherzentrum mit Werkstätten und Bildungseinrichtungen bereitstellen, um die Geschichte und Entwicklung der Straßenbahn durch Artefakte und audiovisuelle Medien zu zeigen und zu interpretieren. Die geplante Bahn soll aber, anders als das Original, mit einer Spurweite von 2 Fuß 3 Zoll (686 mm) betrieben werden um gelegentlich Fahrzeuge mit der Talyllyn Railway und der Corris Railway austauschen zu können. Der Glyn Valley Tramway Trust führte anfangs eine Entwurfs- und Bewertungsstudie über die gesamte Strecke von Chirk nach Glyn Ceiriog und darüber hinaus durch. In der ersten Phase sollte eine 1 km lange Strecke als Dampfeisenbahn vom ursprünglichen Bahnhof Chirk der Glyn Valley Tramway neben der Hauptstrecke Shrewsbury–Chester bis nach Baddy's Wood in der Nähe von Pontfaen wieder in Betrieb genommen werden.

## Steinbrüche an der Strecke
| Name               | Produkt      | Eröffnung | Schließung | Bemerkungen                                                                                          |
| ------------------ | ------------ | --------- | ---------- | --- |
| Hendre Quarry      | Granit       | ca. 1850  | 1935       | Eine zweiachsige Dampflok der Lilleshall Company wurde für interne Rangierarbeiten eingesetzt        |
| Upper Pandy Quarry | Granit       | 1900      | 1908       | |
| Cae-Deicws Quarry  | Porzellanton | 1885      | 1905       | |
| Lower Pandy Quarry | Porzellanton | 1885      | 1905       | |
| Pen-y-Graig Quarry | Quarz        | 1911      | 1920       | |
| Coed-y-Glyn Mine   | Granit       |           |            | |
| Cambrian Quarry    | Schiefer     | 1873      |            | Intern gab es eine Schmalspurbahn mit 610 mm Spurweite und einer 0-4-0ST-Lokomotive von W.G. Bagnall |
| Wynne Quarry       | Schiefer     | 1884      |            | |
| Quinta Colliery    | Kohle        |           |            | |